# Frinault
Le Frinault est un fromage français au lait de vache produit dans les environs d'Orléans, dans le département du Loiret et la région Centre-Val de Loire.
Le fromage se décline sous trois formes, le Frinault, le Frinault bleu appelé aussi Frinault cendré et le Frinault sec.

## Historique
Le Frinault tire son nom de son inventeur, Eugène Frinault.
En 1872, la famille Frinault habitait dans une ferme des environs d'Orléans et y possédait deux vaches. Elle fabriquait un fromage produit pour la famille et allait vendre le surplus dans les marchés locaux. Devant le succès de leur fromage, une fromagerie fut ouverte en 1877 dans une petite commune du nord d'Orléans, Fleury-aux-Choux qui devint Fleury-les-Aubrais en 1908,,.
Les Frinault reçurent pour leur production la médaille de bronze aux expositions d'Amiens et de Paris en 1877 et la médaille d'or à Paris en 1899.

## Fabrication
Le Frinault est affiné à l'est d'Orléans, dans la commune de Châteauneuf-sur-Loire par la société Savall-Affineur. Il s'agit d'un fromage à pâte molle à croûte naturelle produit à base de lait entier pasteurisé de vache contenant 50 % de matière grasse.
Sa technique de production est proche de celle du camembert. Le Frinault est ensemencé de Penicillium candidum puis affiné à 12 °C pendant environ deux semaines en cave humide.
Le Frinault cendré ou Frinault bleu est une variété qui se distingue du Frinault par son ensemencement et son affinage. Il est ensemencé de Penicillium glaucum ou camembertii. L'affinage du fromage encore humide a lieu dans une boîte avec de la cendre de charbon grise pendant 15 jours, il est ensuite affiné en cave pendant deux semaines supplémentaires. Il en résulte une croûte plus foncée et plus ferme, son goût en est également plus fruité, plus parfumé et plus proche de l'Olivet cendré.
Le Frinault sec est produit sur le modèle du Frinault cendré à ceci près que l'affinage en cave se poursuit après les quatre semaines.
Le Frinault a une forme de disque de 10 cm de diamètre et 2 cm d'épaisseur pour 120 grammes. Sa forme cendrée possède les mêmes dimensions mais se révèle plus lourde de 50 grammes.

### Saisons conseillées
Il est préférable de le déguster en été et en hiver, saisons durant lesquelles il est plus parfumé ; on peut cependant le déguster toute l'année.

### Vins conseillés
- Vins rouges[6] : vin de Chinon et de Bourgueil
- Vins rouges orléanais[3]: Cabernet, Cheverny